# Generation Terrorists
Albums de Manic Street Preachers
Gold Against the Soul
(1993)
Generation Terrorists est le premier album studio du groupe gallois de rock alternatif Manic Street Preachers publié le 10 février 1992 par Columbia Records.

## Enregistrement et production
Generation Terrorists est réalisé en enregistrement multipiste, c'est-à-dire que le groupe enregistre chaque instrument séparément et un re-recording est effectué par la suite. Cette session d'enregistrement dure vingt-trois semaines aux Blackbarn Studios, près de Guildford au Royaume-Uni. Bien que crédité sur le livret de l'album, le parolier Richey Edwards ne joue pas dessus puisque c'est le chanteur James Dean Bradfield qui se charge des parties de guitare.

## Parution et réception
Aux États-Unis, la liste des chansons diffère et quelques chansons à vocation politique sont retirées. L'ajout de Democracy Coma est fait pour masquer ce changement. De plus, quatre chansons (Slash 'n' Burn, Nat West–Barclays–Midlands–Lloyds, Little Baby Nothing et You Love Us) sont remixées par Michael Brauer et contiennent les parties jouées sur scène par le batteur Zachary Alford.
Pour le 20e anniversaire de l'album, celui-ci est ressorti le 5 novembre 2012 sous cinq formats différents, avec pour certains, des clips et des vidéos,.

### Accueil critique
Le magazine musical online The Quietus décrit l'album comme « une fête désordonnée d'idées dont on aime bien se rappeler ». Pour Stephen Thomas Erlewine de AllMusic, il est « rare de voir des premiers albums aussi ambitieux que Generation Terrorists de Manic Street Preachers ».

### Succès commercial
Generation Terrorists ne rentre que dans deux classements de ventes, dont celui du Royaume-Uni où il atteint la 13e position. Dans ce même pays, l'album est certifié disque d'or.

### Classements et certifications
| Pays      | JAP | R-U |
| --------- | --- | --- |
| Positions | 60  | 13  |

| Pays        | Certifications |
| ----------- | -------------- |
| Royaume-Uni | Or             |

## Caractéristiques artistiques

### Description
Les paroles sont de Nicky Wire (en) et Richey Edwards, tandis que la musique est de James Dean Bradfield et de Sean Moore (en), en dehors de Damn Dog qui est une reprise de Sleez Sisters provenant du film Time Square sorti en 1980. Les thèmes abordés par le groupe sont tout autant politiques que ceux de The Clash et Public Enemy. La poésie est très présente dans les textes.
La chanson Repeat (Stars and Stripes) est un remix d'une tirade anti-monarchique du rassemblement The Bomb Squad, dont fait partie le groupe Public Enemy et dont James Dean Bradfield et Richey Edwards sont très fans,.

### Pochette
La pochette devait être l’œuvre Piss Christ d'Andres Serrano, une figure de Jésus dans un réservoir de sang et d'urine, mais Sony BMG veut éviter toute controverse religieuse, d'autant plus que les royalties pour l'image était trop chers. Parmi les autres idées, il y a la photographie de Marilyn Monroe par Bert Stern, un manchon de papier de verre qui « auto-détruirait » l'album, mais l'idée a déjà été utilisée par Guy Debord pour Mémoires et par The Durutti Column sur son premier album The return of the Durutti Column. D'autres célèbres peintures religieuses sont également évoquées.
Finalement, la pochette représente la poitrine et le bras gauche de Richey Edwards. Le bras est originellement tatoué d'une rose et des mots « useless generation » inscrits en dessous en majuscule et qui ont ensuite été changés en « generation terrorists ». Le dos de la pochette est similaire à l'EP New Art Riot sur lequel figure le drapeau de l'Union européenne, sauf que cette fois-ci, il est froissé et en flammes. Par ailleurs, l'album sort dans son intégralité et non censuré.

## Fiche technique

### Liste des chansons
Toutes les paroles sont écrites par Richey Edwards et Nicky Wire (en), toute la musique est composée par James Dean Bradfield et Sean Moore (en) sauf mention contraire.
| No  | Titre                             | Musique                     | Durée |
| --- | --------------------------------- | --------------------------- | ----- |
| 1.  | Slash 'n' Burn                    |                             | 3:59  |
| 2.  | Nat West–Barclays–Midlands–Lloyds |                             | 4:32  |
| 3.  | Born to End                       |                             | 3:55  |
| 4.  | Motorcycle Emptiness              |                             | 6:08  |
| 5.  | You Love Us                       |                             | 4:18  |
| 6.  | Love's Sweet Exile                |                             | 3:29  |
| 7.  | Little Baby Nothing               |                             | 4:59  |
| 8.  | Repeat (Stars and Stripes)        |                             | 4:09  |
| 9.  | Tennessee                         |                             | 3:06  |
| 10. | Another Invented Disease          |                             | 3:24  |
| 11. | Stay Beautiful                    |                             | 3:10  |
| 12. | So Dead                           |                             | 4:28  |
| 13. | Repeat (UK)                       |                             | 3:09  |
| 14. | Spectators of Suicide             |                             | 4:40  |
| 15. | Damn Dog                          | Jacob Brackman/Billy Mernit | 1:52  |
| 16. | Crucifix Kiss                     |                             | 3:39  |
| 17. | Methadone Pretty                  |                             | 3:57  |
| 18. | Condemned to Rock 'n' Roll        |                             | 6:06  |

| 1.  | Slash 'n' Burn                    | 3:59 |
| 2.  | Nat West–Barclays–Midlands–Lloyds | 4:32 |
| 3.  | Love's Sweet Exile                | 3:29 |
| 4.  | Little Baby Nothing               | 4:59 |
| 5.  | Another Invented Disease          | 3:24 |
| 6.  | Stay Beautiful                    | 3:10 |
| 7.  | Repeat (UK)                       | 3:09 |
| 8.  | You Love Us                       | 4:18 |
| 9.  | Democracy Coma                    | 3:45 |
| 10. | Crucifix Kiss                     | 3:39 |
| 11. | Motorcycle Emptiness              | 6:08 |
| 12. | Tennessee                         | 3:06 |
| 13. | Repeat (Stars and Stripes)        | 4:09 |
| 14. | Condemned to Rock 'n' Roll        | 6:06 |

### Interprètes

#### Manic Street Preachers
- James Dean Bradfield : chant, guitare
- Richey Edwards : guitare
- Sean Moore (en) : batterie, percussions, chœurs
- Nicky Wire (en) basse

#### Musiciens supplémentaires
- Dave Eringa : piano, orgue sur Nat West–Barclays–Midlands–Lloyds, You Love Us, Spectators of Suicide et Crucifix Kiss
- Traci Lords : chant sur Little Baby Nothing
- Richard Cottle : claviers sur Motorcycle Emptiness
- May McKenna : chœurs sur Another Invented Disease
- Jackie Challenor : chœurs sur Another Invented Disease
- Lorenza Johnson : chœurs sur Another Invented Disease